# خيسوس أليخاندرو غوميز
خيسوس أليخاندرو غوميز (بالإسبانية: Alejandro Gómez) (18 يوليو 1979 بلاباز في بوليفيا - ) هو مدرب كرة قدم ولاعب كرة قدم بوليفي في مركز الوسط. شارك مع منتخب بوليفيا لكرة القدم. أما مع النوادي، فقد لعب مع نادي بوليفار ونادي خورخي ويلسترمان ونادي ديبورتيفو سان خوسي وSport Boys Warnes ‏ ونادي بلومينغ.

## وصلات خارجية
- خيسوس أليخاندرو غوميز على موقع إي إس بي إن إف سي (الإنجليزية)
- خيسوس أليخاندرو غوميز على موقع قاعدة بيانات كرة القدم.إي يو (الإنجليزية)
- خيسوس أليخاندرو غوميز على موقع ناشيونال فوتبول تيمز (الإنجليزية)
- خيسوس أليخاندرو غوميز على موقع Soccerway.com (الإنجليزية)